# Indonésia na Universíada de Verão de 2021
A Indonésia participou da Universíada de Verão de 2021, que aconteceu em Chengdu, na China, entre 28 de julho e 8 de agosto de 2023.
Foram 51 atletas — 25 masculinos e 26 femininos — em sete modalidades olímpicas e uma não olímpica — o wushu.

## Competidores
Estas foram as modalidades e atletas que disputaram a edição:
| Esporte   | Masculino | Feminino | Total |
| --------- | --------- | -------- | ----- |
| Atletismo | 4         | 5        | 9     |
| Badminton | 5         | 5        | 10    |
| Judo      | 1         | 2        | 3     |
| Natação   | 5         | 4        | 9     |
| Remo      | 1         | 1        | 2     |
| Tênis     | 2         | 2        | 4     |
| Taekwondo | 2         | 4        | 6     |
| Wushu     | 5         | 3        | 8     |
| Total     | 25        | 26       | 51    |

## Medalhas

### Medalhistas
Estes foram os medalhistas desta edição:
| Medalha | Esporte | Atleta                       | Prova                         |
| ------- | ------- | ---------------------------- | ----------------------------- |
| Ouro    | Wushu   | Nandhira Mauriskha           | Feminino – Taolu – Changquan  |
| Ouro    | Wushu   | Nandhira Mauriskha           | Feminino – Taolu – Jianshu    |
| Ouro    | Wushu   | Laksmana Pandu Pratama       | Masculino – Sanda – 52kg      |
| Ouro    | Wushu   | Tharisa Dea Florentina       | Feminino – Sanda – 52kg       |
| Prata   | Wushu   | Edgar Xavier Marvelo         | Masculino – Taolu – Changquan |
| Prata   | Wushu   | Edgar Xavier Marvelo         | Masculino – Taolu – Daoshu    |
| Prata   | Wushu   | Bintang Reindra Nada Guitara | Masculino – Sanda – 60kg      |

### Por modalidade
Estas foram as medalhas por modalidade nesta edição:
| Esporte | Medalha de ouro | Medalha de prata | Medalha de bronze | Total de medalhas |
| ------- | --------------- | ---------------- | ----------------- | ----------------- |
| Wushu   | 4               | 3                | 0                 | 7                 |
| Total   | 4               | 3                | 0                 | 7                 |